# Cobb Island
Cobb Island – jednostka osadnicza w Stanach Zjednoczonych, w stanie Maryland, w hrabstwie Charles.